# Crépy (Aisne)
Crépy é uma comuna francesa na região administrativa de Altos da França, no departamento de Aisne. Estende-se por uma área de 27,7 km². Em 2010 a comuna tinha 1 861 habitantes (densidade: 67,2 hab./km²).